# Kalakukko

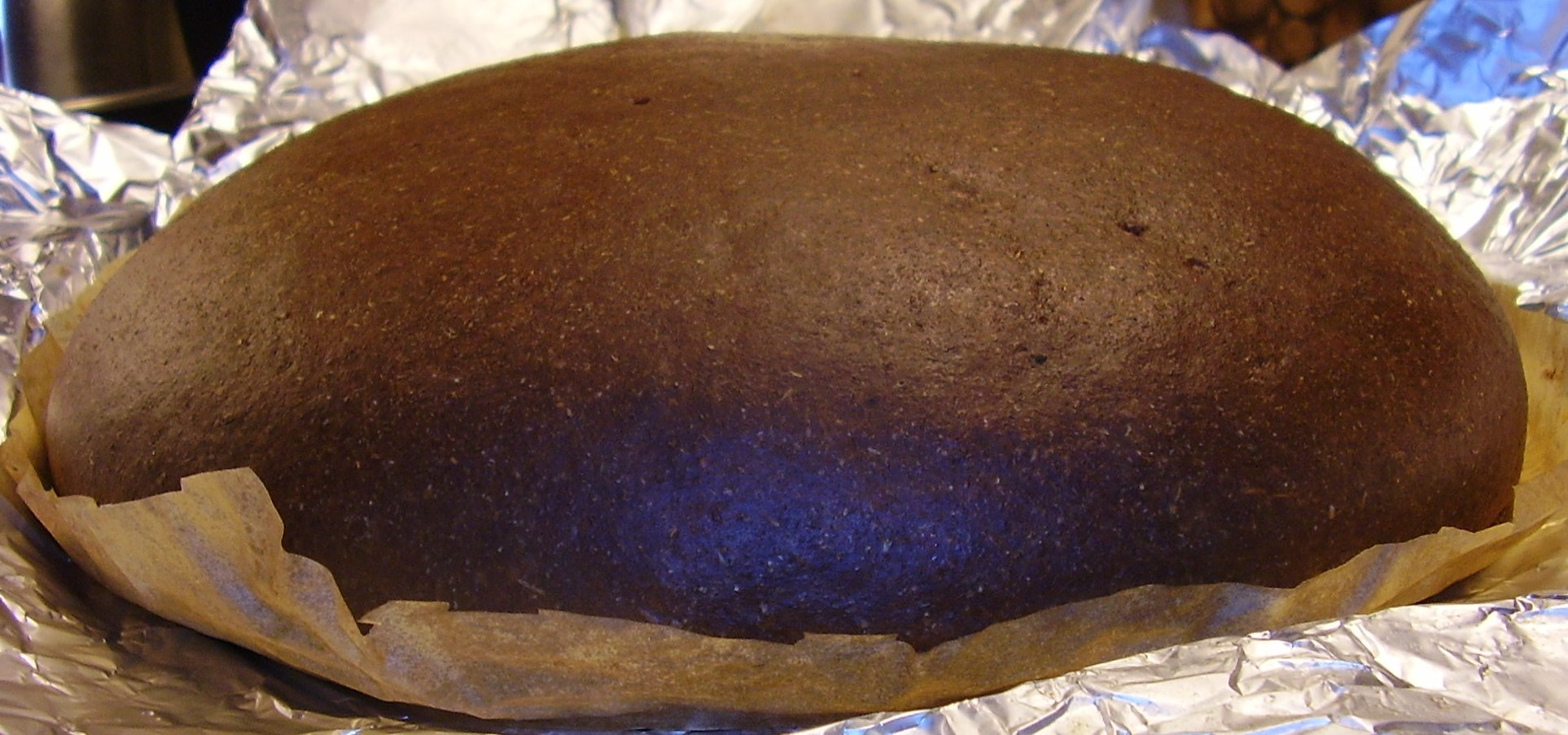
Przysmak z Kuopio - kalakukko

Kalakukko – rodzaj pieroga z mąki razowej z farszem mięsnym lub rybnym, pochodzący z prowincji Sawonia w Finlandii. Spożywany na zimno lub na gorąco. Wielkością zbliżony jest do bochenka chleba.

## Nazwa
Fińskie słowo kalakukko oznacza dosłownie rybiego koguta (kala – ryba, kukko – kogut) i nawet sami Finowie uznają ją za nieco śmieszną. Jednak słowo kukko jest zniekształconym starofińskim słowem kukkaro oznaczającym portmonetkę. Ideą nazwy zawsze była ryba w cieście.

## Skład i wykonanie
Warstwa wierzchnia wykonana jest z żytniej mąki razowej, choć w obecnych recepturach zaleca się dodanie mąki pszennej dla nadania ciastu bardziej sprężystej konsystencji. Nadzienie składa się z ryb słodkowodnych, głównie sielawy (fin. muikku), mięsa wołowego lub wieprzowego oraz boczku. Długość pieczenia (ok. 4 godzin) powoduje rozmiękczenie ości. Potrawa odznacza się długim okresem trwałości.